# Гластонбері (фестиваль)
Гластонберський фестиваль (або Гластонберський фестиваль) сучасного виконавського мистецтва (англ. Glastonbury Festival of Contemporary Performing Arts, часто скорочується до англ. Glastonbury або англ. Glasto) — музичний фестиваль, що відбувається з 1970 року недалеко від міста Гластонбері у Великій Британії.

## Історія

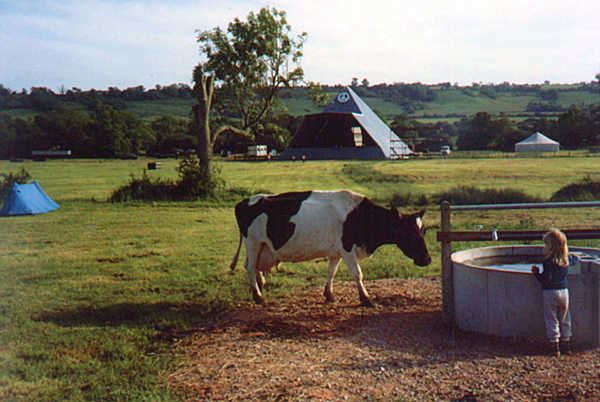
Worthy Farm — звичайна молочна ферма. На фоні — Pyramid Stage і перші намети людей, що приїхали на фестиваль 1983 року

Засновник фестивалю — фермер Майкл Івіс (Michael Eavis), на території його ферми й відбувається Гластонбері. Захід (спочатку називався Glastonbury Fayre) з перших років свого існування здобув репутацію «британського Вудстока» і традиційно вважається однією з найважливіших подій музичного року в Британії. Фестиваль у Гластонбері відомий передусім своїми рок-концертами, проте в його межах проходять також численні виступи танцювальних, фольклорних, театральних і циркових колективів, тривають художні експозиції. У 2009 році фестиваль відвідало близько 190 000 людей.
Протягом останніх років територія фестивалю — відгороджений комплекс з обмеженим доступом; на півночі розташована Пірамідальна сцена (Pyramid stage), на півдні — Додаткова сцена (Other stage), атракціони і цирк — на сході. Луки, розташовані на півдні, використовують для виставок.

## Українська тема
24 червня 2022 Президент України Володимир Зеленський звернувся до учасників фестивалю з закликом поширювати правду про російську агресію проти України та допомагати українцям, які були змушені залишити свій дім через бойові дії. Зеленський назвав фестиваль «найбільшою концентрацією свободи в наші дні». На фестивалі 2022 виступили переможці «Євробачення»-2022 гурт «Калуш».

## Фотографії

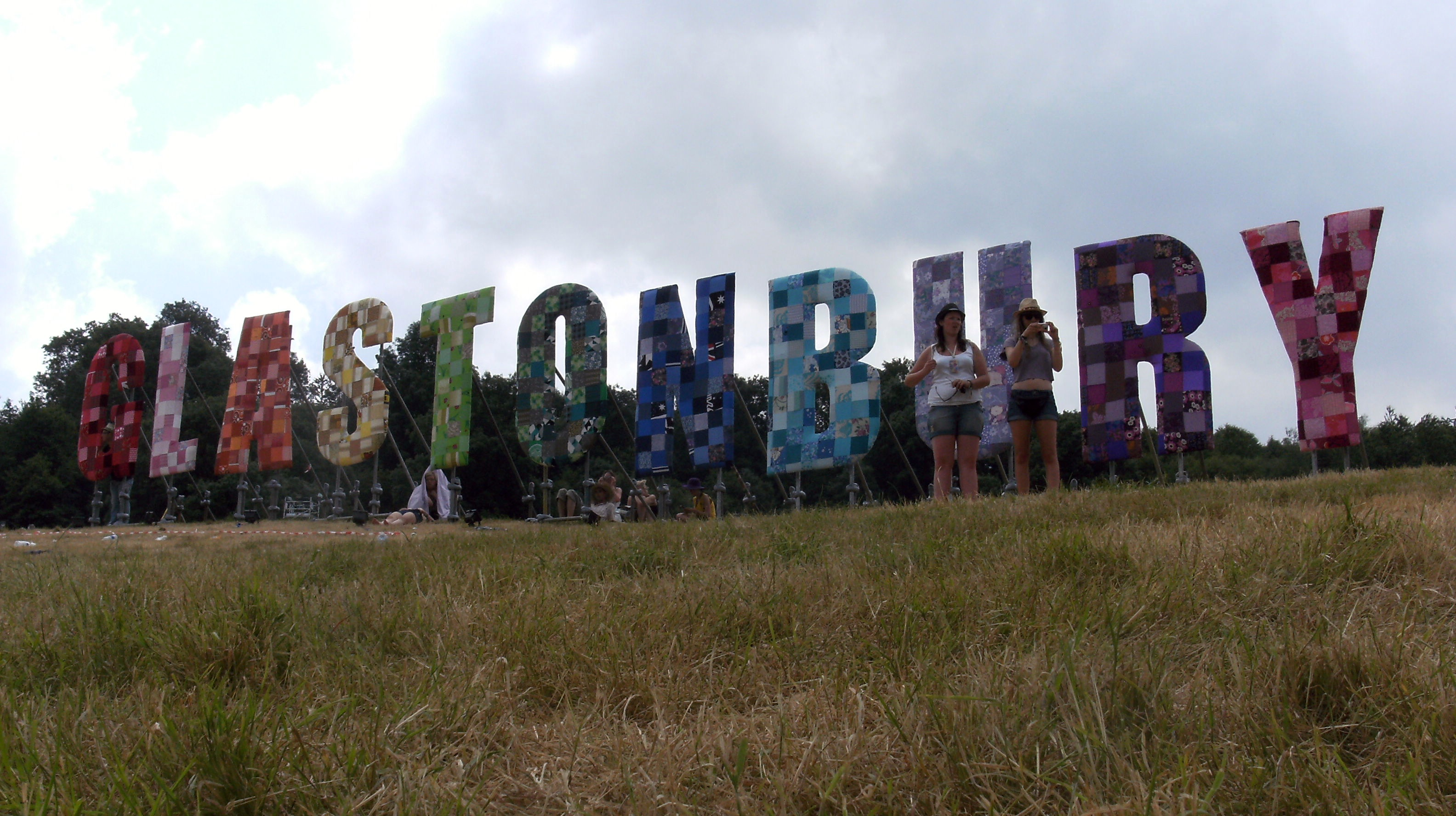
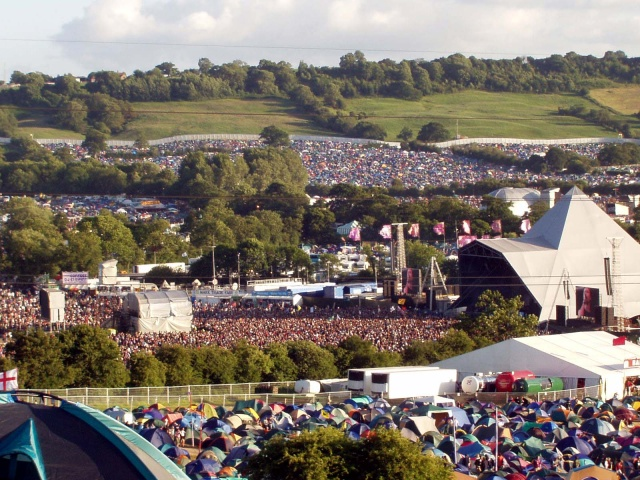
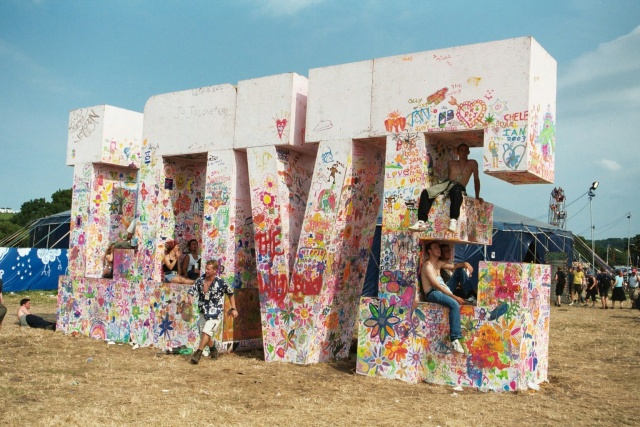
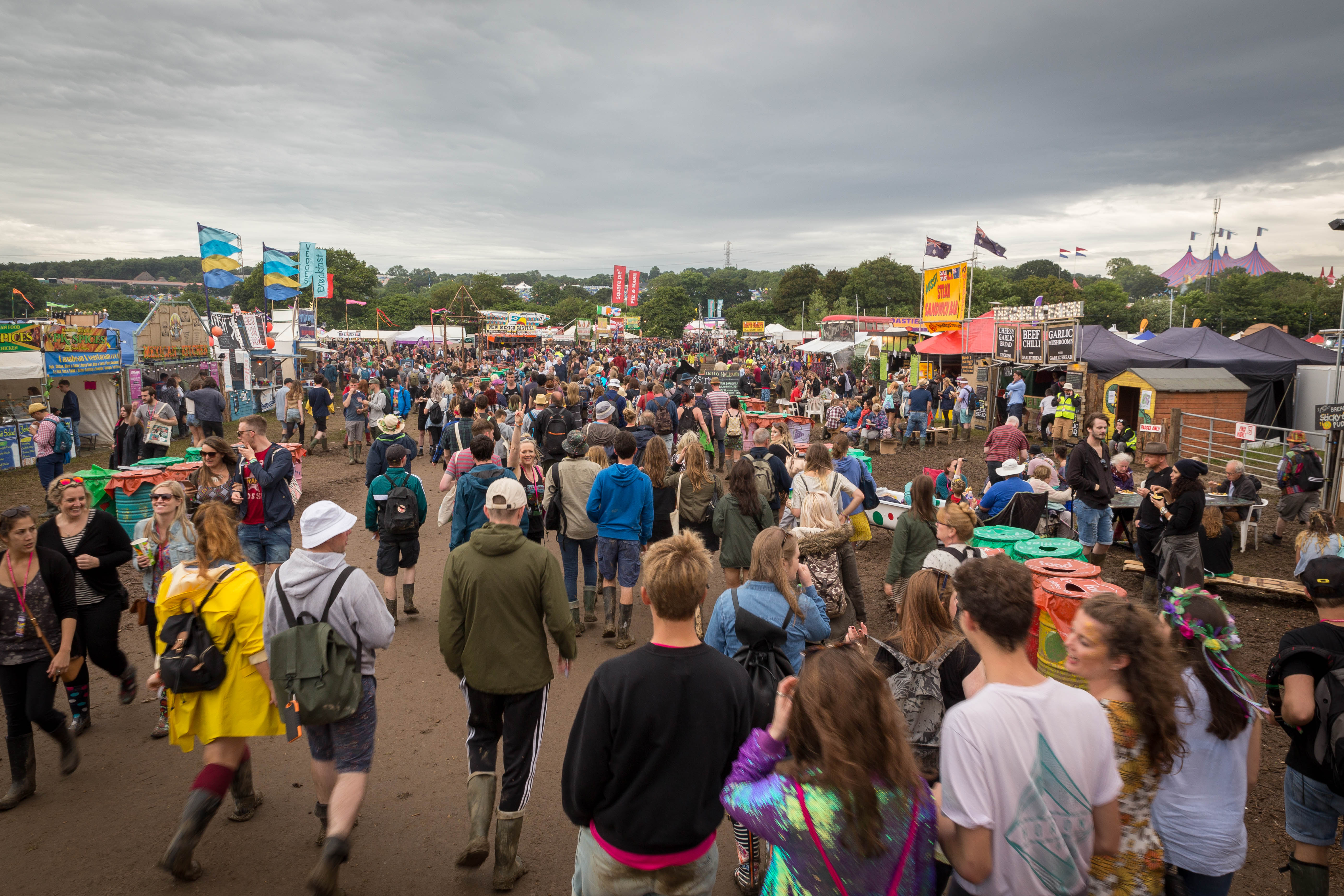
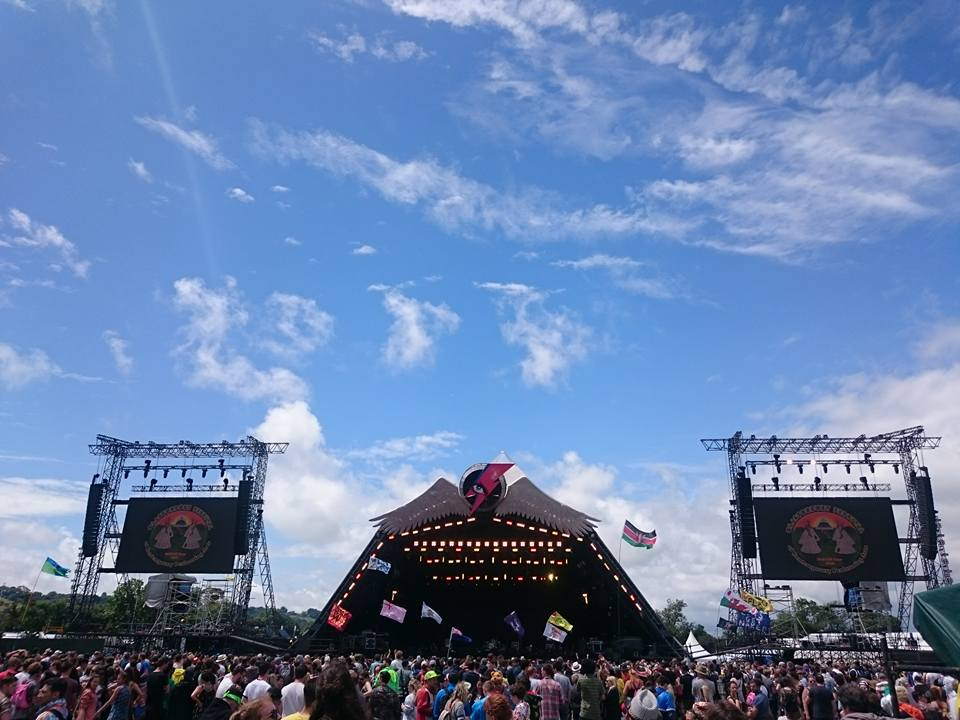

Вікісховище має мультимедійні дані за темою: Ґластонбері